# Copitarsia
Copitarsia is een geslacht van vlinders van de familie Uilen (Noctuidae), uit de onderfamilie Cuculliinae.

## Soorten
- C. basilinea Köhler, 1959
- C. consueta Walker, 1857
- C. hampsoni Brèthes, 1923
- C. heydenreichii Freyer, 1851
- C. humilis Blanchard, 1854
- C. naenioides Butler, 1882
- C. patagonica Hampson, 1905
- C. purilinea Mabille, 1885